# Anna Rossi-Doria
Anna Rossi-Doria (Roma, 22 marzo 1938 – Roma, 14 febbraio 2017) è stata una storica e femminista italiana.

## Biografia
Figlia di Manlio Rossi-Doria e di Irene Nurnberg, si laureò alla Facoltà di Lettere dell'Università di Roma nel 1962 con una tesi sulla crisi politica italiana di fine secolo. Vinse la cattedra di italiano e storia nel 1966 e fino al 1972 insegnò negli istituti tecnici di Palestrina e Roma. Dal 1973 ebbe un incarico presso l'Istituto romano per la storia d’Italia dal fascismo alla resistenza (Irsifar). Si impegnò attivamente nel movimento femminista romano: fu tra le protagoniste del Centro culturale Virginia Woolf di Roma dove insegnò nei corsi per le 150 ore. Tenne incontri e seminari sulle leggi di tutela tra uguaglianza e differenza per la Federazione lavoratori metalmeccanici.
Dal 1981 passò all'insegnamento universitario: come professoressa a contratto tenne i primi corsi in Italia su storia delle donne alle università di Bologna, di Modena, di Napoli e della Calabria. Dal 1992 fu professoressa associata all'Università di Calabria. Nel 1998 si trasferì all'Università di Bologna dove riuscì ad ufficializzare un corso di Storia delle donne; strinse legami con le associazioni femminili bolognesi con cui promosse incontri e seminari. Ideò e condusse. nel quadro dei rapporti tra università e enti di formazione professionale, il Master in studi di genere e politiche di pari opportunità.
Nel 1989 si candidò nelle elezioni amministrative di Roma nelle liste del PCI come indipendente e fino alla fine della legislatura nel 1993 si occupò delle problematiche relative alle donne immigrate.
Fece parte delle redazioni di "Movimento operaio e socialista", "Passato e presente", “Memoria” e "Genesis", degli organi direttivi dell'Istituto romano per la storia d'Italia dal fascismo alla Resistenza (IRSIFAR) e della Società italiana delle storiche di cui fu una delle socie fondatrici (marzo 1989). Nell'anno accademico 1986-87, con una borsa di studio Fulbright, soggiornò presso la Rutges University, New Jersey. Si occupò di studi di genere e di femminismo, nonché dei movimenti contadini dell'Italia meridionale, dell'antisemitismo, della storia dell'ebraismo e dell'Olocausto.

## Vita privata
Sposò in prime nozze Carlo Ginzburg ed ebbe da lui due figlie, la storica dell'arte Silvia Ginzburg e la storica della filosofia e scrittrice Lisa Ginzburg; successivamente divorziò e si unì in matrimonio con Claudio Pavone, che morì tre mesi prima di lei

## Archivio e biblioteca privata
Il suo archivio di carte e tutti i suoi libri sono stati donati alla Biblioteca italiana delle donne di Bologna, dove è stato istituito il Fondo Anna Rossi Doria, che dal 2021 è disponibile la consultazione e il prestito.

## Scritti
- Il ministro e i contadini. Decreti Gullo e lotte nel Mezzogiorno, 1944-1949, Roma, Bulzoni, 1983.
- La ricerca delle donne. Studi femministi in Italia, a cura di e con Maria Cristina Marcuzzo, Torino, Rosenberg & Sellier, 1987. ISBN 88-7011-284-5.
- La libertà delle donne. Voci della tradizione politica suffragista, a cura di, Torino, Rosenberg & Sellier, 1990. ISBN 88-7011-406-6.
- Il primo femminismo. 1791-1834, Milano, UNICOPLI, 1993. ISBN 88-400-0279-0.
- La diffidenza antiebraica liberale e democratica, in L'Italia e l'antisemitismo, Roma, Datanews, 1993. ISBN 88-7981-005-7.
- Il difficile uso della memoria ebraica. La Shoah, in L'uso pubblico della storia, Milano, F. Angeli, 1995. ISBN 88-204-9011-0.
- Diventare cittadine. Il voto alle donne in Italia, Firenze, Giunti, 1996. ISBN 88-09-20908-7.
- Memoria e storia. Il caso della deportazione, Soveria Mannelli, Rubbettino, 1998. ISBN 88-7284-637-4.
- Anna Rossi Doria (a cura di), Annarita Buttafuoco. Ritratto di una storica, Roma, Jouvence, 2001, ISBN 88-7801-310-2.
- Anna Rossi Doria (a cura di), A che punto è la storia delle donne in Italia. Seminario Annarita Buttafuoco, Milano, 15 marzo 2002, Roma, Viella, 2003, ISBN 88-8334-111-2.
- Diritti umani e diritti delle donne, in Contemporanea, vol. VII, n. 4, 2004,  pp. 531-553.
- Memorie di donne, in Storia della shoah. La crisi dell'Europa, lo sterminio degli ebrei e la memoria del XX secolo, IV, Eredità, rappresentazioni, identità, Torino, UTET, 2006. ISBN 88-02-07531-X.
- Dare forma al silenzio. Scritti di storia politica delle donne, Roma, Viella, 2007. ISBN 978-88-8334-262-2.
- Politiche della memoria, a cura di e con Gianluca Fiocco, Roma, Viella, 2007. ISBN 978-88-8334-305-6.
- Le donne nella modernità, Villa Verucchio, Pazzini, 2007. ISBN 88-89198-66-4.
- Il conflitto tra memoria e storia. Appunti, in Memoria della shoah. Dopo i testimoni, Roma, Donzelli, 2007. ISBN 88-6036-127-3.
- Sul ricordo della Shoah, Torino, Zamorani, 2010. ISBN 978-88-7158-180-4.
- Anna Rossi-Doria, Memoria e racconto della Shoah, in Genesis, XI, n. 1-2, 2012.
- Memoria di donne, in Storia della Shoah - Eredità e rappresentazioni della Shoah, 8° volume, pp. 25-67, in Corriere della sera inchieste, Milano, UTET e Corsera, 2019, ISSN 2038-0852 (WC · ACNP).

## Riconoscimenti
Le è stato dedicato il numero 2 dell'anno 2018 della rivista Genesis dal titolo  Per Anna Rossi-Doria, su viella.it, n. 2, 2018. URL consultato il 12 giugno 2023.